# NGC 6326
NGC 6326 – mgławica planetarna położona w gwiazdozbiorze Ołtarza. Znajduje się w odległości ok. 11 tysięcy lat świetlnych od Ziemi. Została odkryta 26 sierpnia 1826 roku przez Jamesa Dunlopa.